# Nomada arizonica
Nomada arizonica là một loài Hymenoptera trong họ Apidae. Loài này được Cockerell mô tả khoa học năm 1911.